# Atibaia
Atibaia is een gemeente in de Braziliaanse deelstaat São Paulo. De gemeente telt 139.683 inwoners (schatting 2017).

## Aangrenzende gemeenten
De gemeente grenst aan Bom Jesus dos Perdões, Bragança Paulista, Campo Limpo Paulista, Francisco Morato, Franco da Rocha, Jarinu, Mairiporã, Nazaré Paulista en Piracaia.